# Flavius Dalmatius (censeur)
Pour les articles homonymes, voir Flavius Dalmatius.
Flavius Iulius Dalmatius (mort en 337), aussi connu sous le nom de Dalmatius le Censeur, était un consul et censeur romain (333), membre de la dynastie des Constantiniens, qui ont régné sur l'empire romain au début du IVe siècle.

## Biographie
Il est le fils de Constance Chlore et de l'impératrice Flavia Maximiana Theodora, et le père du césar Flavius Dalmatius et de Flavius Hannibalianus. Il est le demi-frère cadet de Constantin Ier.  
Dalmatius a grandi à Tolosa (Toulouse), dans les Gaules, comme ses fils. Au milieu de la décennie 320, il retourna à Constantinople, à la cour de son demi-frère et fut nommé censeur et consul pour 333-334. À Antioche, il fut responsable de la sécurité de la frontière orientale. Durant cette période, il eut à juger Athanase d'Alexandrie, un important opposant à l'arianisme, accusé de meurtre. 
En 334, il vainquit la révolte de Calocaerus, qui s'était proclamé empereur à Chypre. Dans l'année qui suivit, il envoya des soldats au premier synode de Tyr pour sauver la vie d'Athanase d'Alexandrie.
Ses deux fils et lui, qui pouvaient par leur naissance prétendre au titre impérial, furent exécutés lors de la grande purge qui suivit la mort de Constantin Ier en mai 337.